# タイタンの戦い (1981年の映画)
『タイタンの戦い』（タイタンのたたかい、原題: Clash of the Titans）は、1981年にアメリカ合衆国のチャールズ・H・シュニーア・プロが製作したファンタジー映画。

## ストーリー
ギリシャ神話の時代、アルゴスの王アクリシオス（ドナルド・ヒューストン）は娘ダナエ（ヴィダ・テイラー）の美しさに憂慮し、彼女を幽閉する。ゼウス（ローレンス・オリヴィエ）が彼女を妊娠させ、アクリシオスはダナエと生まれたばかりの男児であるペルセウスを木棺に閉じ込め海に流す。報復としてゼウスはアクリシオスを殺し、ポセイドン（ジャック・グウィリム）にアルゴスを崩壊させるためにタイタンの生き残りである巨大な海の怪物クラーケンを放つよう要請する。その頃ダナエとペルセウスは無事にセリーポス島に流れ着き、ペルセウスはそこで成長する。
海の女神テティス（マギー・スミス）の息子カリボス（ニール・マッカーシー）は王妃カシオペア（シアン・フィリップス）の娘である王女アンドロメダ（ジュディ・バウカー）と婚約しており、ヤッファの裕福な家の相続人でもある。しかし彼は泉を枯らして荒れた沼地にするだけでなく、ペガサス以外のゼウスの神聖な飛ぶ馬を殺してしまう。彼を罰するため、ゼウスはカリボスを醜い怪物の姿に変え、追放する。この復讐のため、テティスはペルセウス（ハリー・ハムリン）をセリーポス島からヤッファにある使われていない円形競技場に移動させる。彼はそこで老詩人アモン（バージェス・メレディス）と友達になり、アンドロメダが呪われており、求婚者が謎を解けない限り彼女は結婚できず、謎を解けなかった者は焼き殺されることを知る。
ゼウスは息子であるペルセウスを助けるため、アテナ（スーザン・フリートウッド）から被ると全身が透明になるヘルメット、アフロディーテ（ウルスラ・アンドレス）から魔法の剣、ヘラ（クレア・ブルーム）から盾を送る。ヘルメットを被ったペルセウスはペガサスを捕まえ、次の謎を知るためにアンドロメダの行く先を追う。ペルセウスはカリボスに殺されそうになるが、ペルセウスはカリボスの腕を切り落とし、なんとか逃れる。しかしこの時ヘルメットをなくす。
ペルセウスは求婚者となり、謎を解いてカリボスの腕を差し出し、アンドロメダと結婚することとなる。カリボスはテティスに会いに行くが、テティスはペルセウスに反対することはできないが、その代わりヤッファに復讐をすると語る。結婚式で王妃カシオペアはアンドロメダの美しさとテティスを比較してしまい、これを聞いたテティスはその直後、ヤッファの崩壊を阻止したいならばアンドロメダをクラーケンの生贄となることを要求する。
ペルセウスはクラーケンを倒す方法を考えるが、その間にペガサスがカリボスとその一味に捕まってしまう。ゼウスはアテナにフクロウのブーボをペルセウスに与えるよう命令するが、代わりにヘーパイストス（パット・ローチ）に機械仕掛けのブーボのレプリカを作らせペルセウスに与える。ブーボは地獄の魔女（フローラ・ロブソン、アンナ・マナハン、フリーダ・ジャクソン）の居場所まで道案内をする。ペルセウスはブーボを使って彼女達の魔法の目を手に入れて脅し、クラーケンを倒す唯一の方法は冥界の端にある島に住むゴルゴン三姉妹の1人であるメデューサの頭を使うことだと知る。
ゴルゴンの島でメデューサ所有の双頭の番犬ディオスキロスにペルセウスは仲間の1人を殺され、これを倒す。他の2人の仲間はメデューサと対決して殺される。ペルセウスはメデューサを惑わすため、鏡のように映る盾の裏を使い、彼女の首を切り落とし、その首を収容する。しかし彼の盾は彼女の血により溶けてしまう。
ペルセウスとその仲間が帰ろうとするところにカリボスが現れてメデューサの首の入った袋に穴をあけ、彼女の血から巨大なサソリが作り出される。仲間のほとんどが亡くなったが、ペルセウスは最後のサソリを殺し、その直後にカリボスも殺す。
闘争で弱ったペルセウスはブーボを使いペガサスを呼び寄せる。ペルセウスはヤッファの円形競技場にたどり着くが、過労により意識を失い倒れてしまう。クラーケンが檻から出される前にゼウスはペルセウスに力を与える。アンドロメダがヤッファ郊外の海岸に手かせ足かせをかけられ、ブーボがクラーケンの周りを旋回して気をそらさせ、ペガサスに乗ったペルセウスが登場する。続く戦いではブーボとペルセウスがメデューサの頭をクラーケンに向けて石に変え、アンドロメダの拘束を解く。
神々はペルセウスとアンドロメダが幸福に暮らし、思慮深く国を統治し、子に恵まれることを予見し、ゼウスは神々にこれ以上彼らに復讐することを禁じた。ペルセウス座、アンドロメダ座、ペガスス座、カシオペヤ座の星座は彼らに敬意を表し名付けられた。

## キャスト
| 役名             | 俳優                                                     | 日本語吹替                                                    |
| 役名             | 俳優                                                     | テレビ朝日版                                                  |
| ---------------- | -------------------------------------------------------- | ------------------------------------------------------------- |
| ペルセウス       | ハリー・ハムリン                                         | 原康義                                                        |
| ゼウス           | ローレンス・オリヴィエ                                   | 高橋昌也                                                      |
| アンドロメダ     | ジュディ・バウカー                                       | 飯干恵子                                                      |
| アモン           | バージェス・メレディス                                   | 久米明                                                        |
| ヘーラー         | クレア・ブルーム                                         | 北村昌子                                                      |
| テティス         | マギー・スミス                                           | 来宮良子                                                      |
| アフロディーテ   | ウルスラ・アンドレス                                     |                                                               |
| カシオペア       | シアン・フィリップス                                     | 翠準子                                                        |
| ポセイドン       | ジャック・グウィリム                                     | 寺島幹夫                                                      |
| アテナ           | スーザン・フリートウッド                                 | 高島雅羅                                                      |
| ヘーパイストス   | パット・ローチ                                           |                                                               |
| カリボス         | ニール・マッカーシー                                     | 内海賢二                                                      |
| サロー           | ティム・ピゴット＝スミス                                 | 郷里大輔                                                      |
| アクリシオス     | ドナルド・ヒューストン                                   | 飯塚昭三                                                      |
| ダナエ           | ヴィダ・テイラー                                         |                                                               |
| 狩人             | ハリー・ジョーンズ                                       | 大塚芳忠                                                      |
| 地獄の魔女       | フローラ・ロブソン アンナ・マナハン フリーダ・ジャクソン | 京田尚子 片岡富枝 鈴木れい子                                  |
| 警備兵           | フェルディナンド・ポッジ（クレジットなし）               |                                                               |
| 日本語版スタッフ |                                                          | 演出：山田悦司 翻訳：入江敦子 調整：国定保孝 制作：日米通信社 |

- テレビ朝日版：初回放送1985年4月28日『日曜洋画劇場』（ソフト未収録）

## スタッフ
- 製作：チャールズ・H・シニア、レイ・ハリーハウゼン
- 監督：デズモンド・デイヴィス
- 脚本：ビヴァリー・クロス
- 撮影：テッド・ムーア
- 音楽
  - 作曲・指揮：ローレンス・ローゼンタール
  - 演奏：ロンドン交響楽団
- 特撮：レイ・ハリーハウゼン
- 配給：MGM

## 神話と映画の主な違い
|                            | 神話                                     | 映画                           |
| -------------------------- | ---------------------------------------- | ------------------------------ |
| アクリシオスの最期         | ペルセウスの投げた円盤が誤って当たる     | ゼウスに殺害される             |
| ペルセウスの出発動機       | ポリュデクテースにメデューサの首を献じる | アンドロメダを呪いから解放する |
| アテナのペルセウスへの態度 | メデューサとの因縁から協力的             | テティスに同情的なため非協力的 |
| ペルセウスの恋敵           | ピーネウス                               | カリボス                       |
| ペガサスの状況             | メデューサの亡骸から誕生                 | カリボスにより絶滅寸前         |
| アンドロメダを襲う海獣     | ケートス                                 | クラーケン                     |

## 映像商品
- ワーナー・ホーム・ビデオより、DVDが繰り返し発売されている。定価690円のシリーズにもラインナップされた（品番：DL-65137、JANコード：4988135537690）が、その後、定価1,500円に値上げしている。予告編とレイ・ハリーハウゼンへのインタビューを収録、日本語吹替音声は未収録。

## 音楽商品
- 1997年11月18日、アメリカのPEGレコーディングスより、オリジナル・サウンドトラック盤CDが発売された。

## リメイク映画
2010年3月26日に全米公開。日本では2010年4月23日に公開された。監督：ルイ・レテリエ。出演：サム・ワーシントン、リーアム・ニーソン、レイフ・ファインズなど。